# Here, Hear II
Here, Hear II è un EP dei La Dispute pubblicato l'11 novembre 2008 con etichetta No Sleep Records. Si tratta del secondo volume della serie Here, Hear, un progetto sperimentale della band in cui vengono letti, recitati, riarrangiati delle poesie, degli stralci di testi letterari o elaborazioni di Jordan Dreyer con un sottofondo musicale. Il 24 dicembre 2009 l'EP è stato messo a disposizione per il download su Bandcamp; tutti i ricavati fino al 17 gennaio 2010 sono andati alla Well House Community Living of Grand Rapids, un'organizzazione non profit che si occupa dei senzatetto di Grand Rapids, città natale dei La Dispute. I ricavi successivi vanno a coprire le spese di registrazione della band.

## Background
Jordan Dreyer ha spiegato così i motivi che stanno dietro alla realizzazione di questi lavori: l'obiettivo è quello di "cercare di mostrare un contesto più ampio per le canzoni che stavo scrivendo e quello che mi influenzava in quel tempo".
Le registrazioni, come indicato dalla band stessa all'interno del CD, avvengono tra il 24 ed il 28 agosto 2008 nei dintorni della casa dei genitori di Chad Sterenberg sul Lago Hanna, a Caledonia. Le parti vocali sono state invece registrate circa una settimana dopo nel magazzino di Grand Rapids dove erano già avvenute le registrazioni per il precedente Here, Hear. L'EP è un progetto realizzato completamente in autonomia dalla band: Brad Vander Lugt si è occupato dell'intero processo di registrazione e il resto del gruppo ha provveduto all'imballaggio e alla veste grafica. L'unico aiuto dall'esterno è arrivato da Troy Otte, che si è occupato della masterizzazione.

## Canzoni
La band, nel presentare l'album, afferma: "Tutti i testi sono stati presi in prestito da persone molto più adeguate a recitarli. Alcuni sono stati tagliati, riarrangiati e modificati (solo in modo leggero, a volte senza volere) per farli combaciare con il ritmo di ogni canzone e per adattarli il meglio possibile al movimento della musica che accompagnano. La nostra speranza è che così facendo, il prodotto finale nelle intenzioni dell'autore non sia stato in qualsiasi modo compromesso."

### Five
La musica per la canzone è stata interamente composta e suonata dal chitarrista Chad Sterenberg usando una chitarra elettrica accordata in drop C, uno shaker, un tamburello, due assi del pavimento di bambù, le sue mani (usate assieme), un piano e la tromba che usava alla high school. La registrazione della chitarra è avvenuta su una passerella di alluminio a 20 minuti di distanza dalla spiaggia del Lago Hanna poco prima del tramonto. Il resto è stato registrato nel garage e nel viale di casa dei genitori di Chad. Il testo riprende 3 poesie di Charles Bukowski (me and Faulkner, alone with everybody e the crunch), di cui Jordan ha messo assieme alcune parti per convogliare un significato generale. Lui stesso ha poi letto il testo.

### Six
La musica per la canzone è stata interamente composta e suonata dal bassista Adam Vass usando due chitarre elettriche ed un basso (tutti con accordatura in drop C), più una batteria e delle campane da slitta. Vass voleva inizialmente sostituire il metronomo con la canzone Nothing Else Matters dei Metallica, ma poi l'idea è stata scartata all'ultimo minuto per una caratteristica della canzone che non permette di seguire il tempo. La registrazione è avvenuta un mercoledì sera nel garage di casa dei genitori di Chad. Il testo è un excerptum da Il mito di Sisifo, saggio di Albert Camus, ed è letto da Jordan.

### Seven
La musica per la canzone è stata interamente composta e suonata dal batterista Brad Vander Lugt usando una tastiera Casio, un tamburello, dei blocchi di legno, una campana da mucca, una batteria, i piedi (contro il pavimento) e le mani (usate assieme). La canzone si svolge attorno alla parte di batteria, improvvisata durante la registrazione "una notte circa tre settimane fa". Ad inizio traccia si sente un cane che abbaia. Il testo, letto da Jordan, è preso dal primo capitolo de Il vento tra i salici di Kenneth Grahame.

### Eight
La musica per la canzone è stata interamente composta e suonata dal chitarrista Kevin Whittemore usando una chitarra elettrica in accordatura standard, una grancassa percossa con un mallet Deschler 116, un rullante ed il suo bordo battuti con una bacchetta, un piatto crash battuto con due mallet Deschler 116, un tamburello ed uno shaker. La parte di chitarra è stata registrata due volte: la prima con il microfono vicino all'amplificatore, la seconda con il microfono vicino a Kevin mentre suonava. La maggior parte delle parti delle percussioni è stata scritta di getto appena finito di registrare la chitarra e suonata poco dopo. La canzone è in 6/8, tranne una parte al centro in 7/8. Il testo, letto da Jordan, è preso dalla graphic novel Midnight Nation da J. Michael Straczynski.

## Tracce
1. Five – 2:38
2. Six – 2:18
3. Seven – 2:26
4. Eight – 3:04

## Artwork
Il disco presenta tre differenti copertine: su sfondo color sughero, appare il titolo "Here, Hear" in nero in basso a sinistra, mentre al centro troviamo l'immagine a mo' di stencil di una mano verde con in mano una zolla di terra dalla quale spunta una piantina ("Lovers cover"), oppure in rosso una mano che pressa un mattone appena posto su un muro ("Builders cover"), o infine in blu una mano che sfiora quelli che potrebbero essere capelli oppure una cascata ("The river cover"). All'interno si trova un booklet con i testi delle canzoni e le note sul processo di produzione.
Sulle prime copie in vinile, è riportata erroneamente l'indicazione "45 giri al minuto", mentre è di 33 giri al minuto.

## Formazione
- Jordan Dreyer
- Chad Sterenburg
- Brad Vander Lugt
- Adam Vass
- Kevin Whittemore